# Parlament d'Ossètia del Sud
El Parlament d'Ossètia del Sud és la legislatura unicameral de la República d'Ossètia del Sud, parcialment reconeguda. Els 34 membres del parlament s'elegeixen mitjançant un sistema mixt de representació proporcional de llistes de partit i districtes uninominals, amb 17 membres en cada modalitat. Ossètia del Sud té un sistema multipartidista, actualment 5 partits estan representats al parlament i té 6 diputats independents elegits per districtes uninominals.
El parlament està dirigit per un portaveu, que és elegit d'entre els membres. Des del 15 de setembre de 2022 el president del parlament és Alan Alborov, un dels quatre diputats del partit Nykhaz del president Alan Gagloev, després que Alan Tadtaev d'Ossètia Unida fos obligat a dimitir.
El parlament d'Ossètia del Sud es reuneix a la capital Tskhinvali. L'edifici del parlament, construït el 1937, va ser molt danyat durant la guerra d'Ossètia del Sud de 2008.